# 亚当·富特
亚当·富特（英語：Adam Foote，1971年7月10日—），加拿大男子冰球运动员。他曾代表加拿大国家队参加1998年、2002年和2006年冬季奥林匹克运动会冰球比赛，其中2002年冬季奥运会获得一枚金牌。